# Night (band)
Night was een Amerikaanse rockband uit Los Angeles.

## Bezetting
- Chris Thompson[2] (zang, gitaar)
- Stevie Vann/Stevie Lange[3] (zang)
- Robbie McIntosh[4] (zang, gitaar)
- Billy Kristian[5] (zang, basgitaar)
- Nicky Hopkins[6] (1978-1979, keyboards)
- Bobby Wright[7] (1979-1982, keyboards)
- Pete Baron (1978-1979, drums)
- Bobby Guidotti[8] (1979-1982, drums)

## Geschiedenis
De zangers Stevie Vann (alias Stevie Lange) en Chris Thompson hadden elkaar ontmoet toen Vann de achtergrondzang had verzorgd voor het album Watch (1978) van Manfred Mann's Earth Band met als frontman Thompson. Spoedig nadat Thompson Vann uitnodigde om hem te volgen in een nieuwe outfit, was Vanns sessieband Bones net ontbonden en had Thompson zijn betrokkenheid met Manfred Mann's Earth Band gereduceerd.
Richard Perry produceerde twee albums voor Night voor zijn label Planet Records. Het gelijknamige debuutalbum uit 1979 van de band bevatte de twee Amerikaanse top 40-hits Hot Summer Nights (#18) en If You Remember Me (#17). Hot Summer Nights, een cover van de kleine hit van Walter Egan, bracht Lange als leadzanger en gaf Night hun enige internationale hit in Australië (#3) en met meer gematigd succes in Canada (#23), Nederland (#21), Nieuw-Zeeland (#28) en Zuid-Afrika (#13). If You Remember Me werd opgenomen als themasong voor de film The Champ en werd gepresenteerd op het album Night, maar werd tijdens zijn singlepublicatie enkel vermeld door Chris Thompson en Vann met het albumnummer Cold Wind Across My Heart met Thompson en Vann, op de markt gebracht als de tweede Night-single. Laatstgenoemde haalde de hitlijst niet en het album Night scoorde een matige 113e plaats. Het openingsconcert van de band vooraf aan The Doobie Brothers viel duidelijk tegen voor een duwtje in de rug om hun populariteit op te vijzelen.
Het tweede album Long Distance (1980) van Night produceerde een kleine hit in zijn singlepublicatie Love on the Airwaves en werd op de een of andere manier overzien. Night had geen verdere singles uitgebracht, maar werd pas officieel ontbonden in 1982.
Night kan worden bekeken in de film The Monster Club (1980) als The Stripper.

## Discografie

### Singles
- 1979:	Hot Summer Nights
- 1979:	If You Remember Me
- 1979:	Cold Wind Across My Heart
- 1980:	Love On The Airwaves
- 1980:	Dr Rock

### Albums
- 1979: Night
- 1980: Long Distance